# 두근두근 스파이크 2
《두근두근 스파이크 2》는 김종학 프로덕션의 4번째 웹드라마이다.

## 줄거리
대한민국 최고의 세터! 동해성이 대학교로 진학하면서 다운과 만나 사랑을 꽃피운다! 그리고 그만두려 했던 배구였지만 다시 대학배구팀에서 활약하며 꼴찌인 대한대 배구팀원들과 좌우충돌 사건사고들을 헤쳐나가는데… 청춘 속의 발랄깜찍 스포츠 로맨스 드라마!

## 등장 인물

### 주요 인물
- 김소은 : 한다운 / 한아름 역
- 이원근 : 동해성 역
- 김선웅 : 고이라 역

### 그외 인물들
- 김병춘 : 손병주 역
- 신현수 : 이한솔 역
- 이호 : 조원룡 역
- 배진웅 : 표진하 역
- 강희 : 박현성 역
- 하승리 : 손수빈 역
- 이수지 : 진상팬 역
- 이청희 : 진상친구 역
- 서예화 : 조교 역

### 특별 출연
- 박미선 : 아름, 다운 모 역
- 최성국 : 프로배구감독 역
- 김요한 : 프로배구선수 역

## 회차별 부제
| 회차 | 부제          | 런닝 타임 |
| ---- | ------------- | --------- |
| 1화  | The Beginning | 15:24     |
| 2화  | Setter Attack | 13:13     |
| 3화  | Right         | 13:25     |
| 4화  | Icarus        | 16:28     |
| 5화  | Twins         | 15:08     |
| 6화  | Match         | 17:15     |
| 7화  | Model         | 19:49     |
| 8화  | Dash          | 16:21     |
| 9화  | Fake          | 14:34     |
| 10화 | Kiss          | 14:32     |
| 11화 | One Way       | 14:01     |
| 12화 | Heart         | 13:29     |
| 13화 | You & I       | 16:04     |
| 14화 | Start         | 12:52     |
| 15화 | Change        | 15:10     |
| 16화 | Tears         | 14:37     |
| 17화 | Restart       | 17:36     |
| 18화 | Passion       | 14:49     |
| 19화 | Team Play     | 13:19     |
| 20화 | Number 1      | 17:16     |

## OST
- 왼쪽 가슴에 - 노영채 (작사/작곡/편곡 : 김종천)
- 맴돌아 - Paz (작사/작곡/편곡 : 김종천)